# Győr díszpolgárainak listája
Az alábbi lista Győr díszpolgárainak névsorát tartalmazza.

## 1837–1938
| Név                                         | Átadás éve | Foglalkozása                        | Indoklás, megjegyzés |
| Széchenyi István gróf                       | 1837       | politikus                           |                      |
| Zichy Emánuel és felesége, Strachan Sarolta | 1846       |                                     |                      |
| Rontó Károly                                |            | honvéd (főhadnagy)                  |                      |
| Hering Károly                               |            | honvéd (főhadnagy)                  |                      |
| Zichy Ottó gróf                             |            | honvéd (ezredes)                    |                      |
| Paich Szaniszló                             | 1855       |                                     |                      |
| Cassian Márton                              | 1863       |                                     |                      |
| Cruss Miksa                                 | 1871       |                                     |                      |
| Rukovina György                             | 1875       |                                     |                      |
| Baross Gábor                                | 1886       | politikus                           |                      |
| Kossuth Lajos                               | 1888       | politikus                           |                      |
| Vaszary Kolos                               | 1891       | esztergomi érsek                    |                      |
| Batthyány Lajos gróf (1860–1951)            | 1893       | politikus                           |                      |
| Jókai Mór                                   | 1893       | író                                 |                      |
| Darányi Ignác                               | 1902       | politikus                           |                      |
| Bálint Mihály                               | 1904       | gyáros és mecénás                   |                      |
| Andrássy Gyula gróf (1860–1929)             | 1906       | politikus                           |                      |
| Apponyi Albert gróf                         | 1906       | politikus                           |                      |
| Kossuth Ferenc                              | 1906       | politikus                           |                      |
| Tisza István gróf                           | 1913       | politikus                           |                      |
| Szurmay Sándor báró                         | 1918       | honvédtiszt (tábornok) és politikus |                      |
| Wekerle Sándor                              | 1918       | politikus                           |                      |
| Gömbös Gyula                                | 1933       | politikus                           |                      |
| Teleki Pál gróf                             | 1938       | politikus                           |                      |

## 1971–1986
| Név            | Átadás éve | Foglalkozása                | Indoklás, megjegyzés                                                            |
| Bozsoki Ferenc | 1971       |                             |                                                                                 |
| Kovács Margit  | 1971       | szobrász, keramikus         |                                                                                 |
| Bittmann Ernő  | 1975       |                             |                                                                                 |
| Solti Bertalan | 1975       | színész                     |                                                                                 |
| Krausz Sándor  | 1975       | politikus                   |                                                                                 |
| Péchy Blanka   | 1979       | színész, nyelvművelő        |                                                                                 |
| Borsos Miklós  | 1979       | szobrász, grafikus          |                                                                                 |
| Lombos Ferenc  | 1986       | politikus                   | a városi közgyűlés 1991-es határozatában nem erősítette meg a díszpolgári címét |
| Horváth Ede    | 1986       | a RÁBA gyár vezérigazgatója |                                                                                 |

## 1991–
| Név                             | Átadás éve | Foglalkozása                                                                                                | Indoklás, megjegyzés |
| Apor Vilmos dr. (posztumusz)    | 1991       | boldoggá avatott győri püspök                                                                               | |
| Földes Gábor (posztumusz)       | 1991       | színházi rendező                                                                                            | az 1956-os forradalom mártírja |
| Szigethy Attila (posztumusz)    | 1991       | jegyző, országgyűlési képviselő                                                                             | az 1956-os forradalom mártírja |
| Tihanyi Árpád (posztumusz)      | 1991       | tanár | az 1956-os forradalom mártírja |
| Tűz Tamás                       | 1991       | katolikus pap, költő                                                                                        | |
| Udvaros István (posztumusz)     | 1991       | Győr második világháború utáni első polgármestere                                                           | |
| Cziráki Lajos                   | 1993       | Munkácsy Mihály-díjas festőművész                                                                           | |
| Lengyel Alfréd dr. (posztumusz) | 1993       | levéltáros, történész                                                                                       | |
| Rokop József                    | 1993       | mérnök | |
| Tóvári Tóth István              | 1993       | festőművész                                                                                                 | |
| Valló István (posztumusz)       | 1993       | polgármester-helyettes                                                                                      | |
| Z. Szabó László                 | 1993       | tanár, irodalomtörténész                                                                                    | |
| Halmos László                   | 1994       | zeneszerző, karnagy                                                                                         | |
| Mátrai Tamás dr.                | 1995       | orvos, sebész                                                                                               | |
| Erdélyi Iván dr.                | 1996       | ügyvéd | |
| Tóth István dr.                 | 1997       | nyugalmazott jogász                                                                                         | az 1956-os forradalom és szabadságharc idején tanúsított felelősségteljes magatartásáért, a forradalom emlékének méltó megőrzéséért és ápolásáért, az áldozatok és hozzátartozóik támogatása érdekében végzett sokoldalú tevékenységéért                                                                                          |
| Karl Hübser                     | 1998       | Audi Hungaria Motor Kft. ügyvezető igazgatója                                                               | a világszínvonalú benzinmotor gyártásának meghonosításáért, a győri személygépkocsi-gyártás – 80 évi szünet utáni – ismételt beindításának megszervezéséért, jelentős városi feladatok támogatásáért |
| Balla Ica                       | 1999       | a Győri Nemzeti Színház primadonnája                                                                        | hosszú évtizedeken át nyújtott sokoldalú, magas színvonalú művészi tevékenységéért |
| Jáki László Szaniszló           | 2000       | Templeton-díjas akadémikus                                                                                  | nemzetközi szinten is kiemelkedő, Győr városnak dicsőséget szerző tudományos munkásságáért, szülővárosának nyújtott áldozatkész erkölcsi és anyagi támogatásáért |
| Kolozsváry Ernő (posztumusz)    | 2001       | Győr város rendszerváltás utáni első szabadon választott polgármestere                                      | életművéért, az önkormányzatiság megvalósításában betöltött kiemelkedő szerepéért, továbbá a város gazdasági élete fellendítésének előkészítéséért, kulturális önállóságának megteremtéséért és sokszínűbbé tételéért, nemzetközi hírű műkincs-gyűjteményéért                                                                     |
| Hidegkuti Nándor (posztumusz)   | 2002       | az Aranycsapat legendás középcsatára, később számos labdarúgócsapat – közöttük a Győri ETO – egykori edzője | kiemelkedően eredményes, Győr városának is dicsőséget hozó sportpályafutásáért |
| Bede-Fazekas Csaba              | 2002       | magánénekes, színész, a Győri Nemzeti Színház tagja                                                         | a város kulturális életét gazdagító, kiemelkedő színvonalú művészi életpályájáért |
| Szekeres Tamás dr.              | 2002       | egyetemi tanár                                                                                              | a győri Széchenyi István Egyetem megalapítása érdekében végzett kimagasló szervező, előkészítő, mozgósító munkájáért |
| Baksa Kálmán                    | 2004       | iskolaigazgató                                                                                              | több évtizedes kiemelkedő színvonalú pedagógiai munkásságáért, eredményes iskolaszervező, intézményvezetői és közéleti tevékenységéért |
| Kadler Gusztáv                  | 2004       | kajak-kenu szakosztályvezető                                                                                | kiemelkedő, Győr városának dicsőséget hozó sportvezetői tevékenységéért |
| Kammerer Zoltán                 | 2004       | háromszoros olimpiai bajnok kajakozó                                                                        | az athéni olimpián nyújtott kiemelkedő, Győr városának dicsőséget hozó sportteljesítményéért |
| Kiss János                      | 2005       | balettművész, a Győri Balett igazgatója                                                                     | a művészet terén elért kimagasló, a város hírnevét öregbítő negyedszázados munkásságáért, valamint társulatépítő, értékteremtő intézményvezetői tevékenységért |
| Vasilescu János                 | 2005       | műgyűjtő | a magyar kultúra nemeslelkű támogatásáért, Győr város kulturális értékeinek kiemelkedően jelentős gyarapításáért |
| Nagy Péter                      | 2006       | a Jedlik Ányos Gépipari és Informatikai Középiskola igazgatója                                              | több évtizedes magas színvonalú intézményvezetői tevékenységéért, valamint szakmai és közéleti munkásságáért |
| Berger Sándor (posztumusz)      | 2006       | | 1956-ban a Richards munkástanácsának elnökeként, a Városi Munkástanács és a Megyei Tanács VB munkájában küldöttként a közigazgatás működése, a termelés zavartalan továbbvitele, a közvagyon védelme érdekében végzett munkájáért, a forradalom alatt és azt követően tanúsított példaértékű emberi magatartásáért és kiállásáért |
| Csincsák Endre dr. (posztumusz) | 2006       | | az 1956-os forradalom és szabadságharc idején a Győr-Moson-Sopron Megyei Tanács Munkástanácsának tagjaként végzett közigazgatási szervező munkájáért, a szabadságharc ideje alatt tanúsított aktív és lelkiismeretes tevékenységéért, a forradalom eszméi melletti határozott kiállásáért                                         |
| Kéri József dr. (posztumusz)    | 2006       | | az 1956-os forradalom és szabadságharc idején a győri Nemzeti Tanács, valamint az Ügyészség Forradalmi Bizottsága tagjaként végzett felelősségteljes munkájáért és elkötelezett magatartásáért, a Petőfi Kör szervezése során végzett tevékenységéért, a megtorlások elleni tiltakozásáért és emberi kiállásáért                  |
| Pális Pál (posztumusz)          | 2006       | | a Szabad Győr Petőfi Rádió vezetőjének, az 1956-os forradalom eszméinek hirdetése, a forradalmi események széles körben, itthon és külföldön történő valósághű és hiteles tolmácsolása érdekében végzett, a mai utódok számára is példamutató munkájáért                                                                          |
| Török István (posztumusz)       | 2006       | | az 1956-os forradalom és szabadságharc idején a felkelők élén tanúsított mozgósító erejű fellépéséért, a forradalom eszméinek elkötelezett és felelősségteljes védelméért, az utókor számára példamutató forradalmi tevékenységéért                                                                                               |
| Galavits József dr.             | 2007       | városplébános                                                                                               | az egyház szolgálatában és a város érdekében kifejtett több évtizedes, példamutató oktatói, egyházjogászi, hitéleti és karitatív munkásságáért |
| vitéz lovag Nagy Sándor         | 2007       | szabómester                                                                                                 | a ruhaiparban eltöltött több évtizedes, sikeres szakmai munkásságáért, valamint a nemzeti hagyományok ápolása terén kifejtett példamutató tevékenységéért |
| Büki Lajos                      | 2007       | | az 1956-os forradalom és szabadságharc idején tanúsított következetes kiállásáért, a forradalom eszméinek elkötelezett védelméért, az utókor számára példamutató emberi tartásáért |
| Ostorharics-Horváth György      | 2008       | pszichiáter                                                                                                 | több évtizedes áldozatos és országosan elismert szakmai munkájáért |
| Csala Benedek (posztumusz)      | 2008       | a Győri Nemzeti Színház egykori vezető karmestere, örökös tagja                                             | Győr város zenei életében nyújtott több évtizedes, kimagasló munkásságáért |
| Horváth Ferenc (posztumusz)     | 2008       | az Alcufer kft. alapítója, korábbi tulajdonosa                                                              | Győr város intézményeinek, kulturális és sportéletének, egyházainak és társadalmi szervezeteinek nagyvonalú és önzetlen támogatásáért |
| Barsi Ernő dr.                  | 2009       | tanár | több évtizedes példaértékű pedagógiai munkájáért, Győr városának hírnevet szerző kutató, ismeretterjesztő és publikációs tevékenységéért |
| Ottófi Rudolf dr. (posztumusz)  | 2011       | alpolgármester, főiskolai docens                                                                            | Győr város oktatási és kulturális életének irányításában szerzett elévülhetetlen érdemeiért, valamint több évtizedes példaértékű pedagógiai tevékenységéért |
| Michael Leier                   | 2011       | ügyvezető igazgató, a Leier Hungária Kft. tulajdonosa                                                       | kiváló gazdasági eredményeiért, Győr városát gazdagító, maradandó értéket teremtő műemléki és gazdasági beruházásaiért, valamint karitatív tevékenységéért |
| Gasztonyi László                | 2012       | a Vill-Korr Hungária Kft. ügyvezető igazgatója                                                              | a villamos ipar területén elért kiemelkedő teljesítménye és magas színvonalú szakmai munkája, valamint Győr város intézményeinek és társadalmi szervezeteinek nagyvonalú támogatása elismeréseként |
| Palotai Károly                  | 2012       | olimpiai bajnok labdarúgó, nemzetközi játékvezető                                                           | sportolóként és játékvezetőként Győr város hírnevét öregbítő, országos és nemzetközi szinten elért kimagasló eredményei és kiváló sportvezetői tevékenysége elismeréseként |
| Széchenyi István Egyetem        | 2012       | | a dinamikus fejlődést biztosító, magas színvonalú, elkötelezett munkáért, mellyel hozzájárultak a város és a régió gazdasági, oktatási és tudományos életének fejlesztéséhez, valamint meghatározó jelentőségű közéleti szerepvállalása elismeréseként                                                                            |
| Gönczöl László                  | 2013       | | |
| Pápai Lajos                     | 2013       | győri megyés püspök                                                                                         | több évtizedes, lelkiismeretes és példaértékű oktatói és papi szolgálata, valamint az egyházmegye élén végzett kiemelkedő jelentőségű irányító tevékenysége elismeréseként |
| Győri Audi ETO KC               | 2013       | kézilabda klub                                                                                              | |
| Tarsoly Csaba                   | 2013       | a Győri ETO FC tulajdonosa,                                                                                 | 2015 márciusában lemondott a címről |
| Vanyus Attila                   | 2013       | | |
| Verebes József                  | 2013       | labdarúgóedző                                                                                               | |
| Csay Renáta                     | 2014       | világbajnok kajakozó                                                                                        | |
| Rechnitzer János                | 2014       | professzor                                                                                                  | |
| Thomas Faustmann                | 2015       | az Audi Hungaria Motor Kft. ügyvezető igazgatója                                                            | A kitüntetéssel a város vezetése Thomas Faustmann Győrért és a régió fejlődéséért végzett munkáját ismerte el. |
| Görbicz Anita                   | 2020       | magyar válogatott kézilabdázó                                                                               | Pályafutása alatt kizárólag a Győri Audi ETO KC csapatában játszott, ötszörös BL-győztes, 233-szoros magyar válogatottként a legeredményesebb valaha volt magyar kézilabdázónő. |